# Restore (мініальбом)
Restore — це дебютний і єдиний мініальбом південнокорейського дуету Jinjin & Rocky, підрозділу бой-бенду Astro. Він був випущений 17 січня 2022 року через Fantagio та Kakao Entertainment. Головним синглом мініальбому стала пісня «Just Breath», випущена того ж дня разом із музичним відео.

## Просування
Протягом грудня 2021 року та січня 2022 року компанія Fantagio опублікувала відео-тизери та концептуальні постери для мініальбому у своїх соціальних мережах, включаючи посилання на соціальне дистанціювання після пандемії COVID-19. Мініальбом загалом має тему відпустки та «літню атмосферу».

## Трек-лист
| #     | Назва                                                | Автор слів                      | Автор музики                    | Аранжування                     | Тривалість |
| ----- | ---------------------------------------------------- | ------------------------------- | ------------------------------- | ------------------------------- | ---------- |
| 1.    | «Just Breath» (숨 좀 쉬자)                           | Jinjin Rocky OBROS              | Jinjin Rocky OBROS Nomasgood    | OBROS Nomasgood                 | 3:23       |
| 2.    | «Lazy» (Jinjin featuring Choi Yoo-jung of Weki Meki) | Jinjin Orae Sam Carter Dash Guy | Jinjin Orae Sam Carter Dash Guy | Jinjin Orae Sam Carter Dash Guy | 3:10       |
| 3.    | «Lock Down»                                          | Jinjin Orae Sam Carter Dash Guy | Jinjin Orae Sam Carter Dash Guy | Jinjin Orae Sam Carter Dash Guy | 3:02       |
| 4.    | «Complete Me» (Rocky solo)                           | Rocky Enzo OBROS                | Rocky OBROS                     | OBROS                           | 2:32       |
| 5.    | «CPR» (Rocky solo)                                   | Rocky OBROS                     | Rocky OBROS                     | OBROS                           | 3:59       |
| 16:06 |                                                      |                                 |                                 |                                 |            |

## Чарт
| Чарт (2022)                        | Найвища позиція |
| ---------------------------------- | --------------- |
| Japan Hot Albums (Billboard Japan) | 31              |
| Японія Japanese Albums (Oricon)    | 12              |
| South Korean Albums (Gaon)         | 7               |

| Чарт (2022)                | Найвища позиція |
| -------------------------- | --------------- |
| Japanese Albums (Oricon)   | 46              |
| South Korean Albums (Gaon) | 11              |

## Нотатки
1. 1 2  Although the word «breathe» is sung in the song, the song's English title is given in official sources (the artwork, label paraphernalia and on music platforms) as «Just Breath».